# Il figlio del sogno
Il figlio del sogno è il primo libro della trilogia di Aléxandros, scritta da Valerio Massimo Manfredi.
Il libro è stato tradotto in spagnolo, portoghese, francese, olandese, inglese, rumeno, ungherese, cinese, coreano, svedese, russo e numerose altre lingue.

## Descrizione
In questo libro si parla della giovinezza di Alessandro Magno che, nato tra le mura del Palazzo di Pella ed educato da Aristotele nella residenza di Mieza vicino Pella, in Grecia, diviene un condottiero quando il padre muore assassinato da una congiura. Alessandro, dopo alcune campagne di guerra contro i greci che si concludono con il predominio macedone, si imbarca verso l'Anatolia dove, alla testa del suo esercito incomincia la conquista dell'Asia.

## Trama

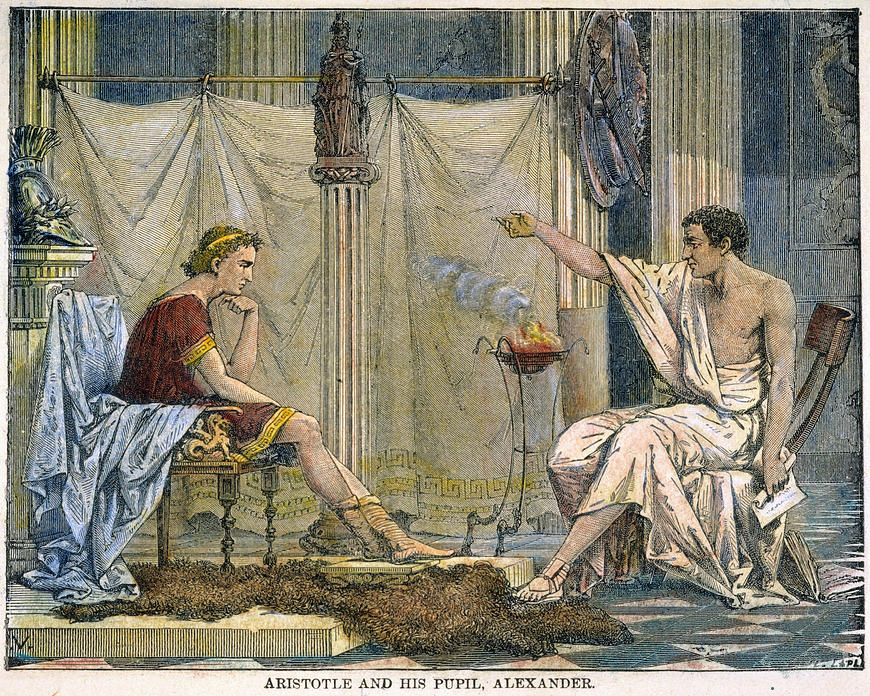
Alessandro riceve le lezioni di Aristotele

Alessandro nasce dal re macedone Filippo II di Macedonia e dalla madre Olimpiade d'Epiro, durante una notte in cui il re è impegnato in una feroce battaglia. La donna subiva i maltrattamenti del marito e soprattutto dal popolo e dalla corte, dato che era ritenuta una strega che parlava ai serpenti e che si accoppiava col dio Dioniso e partecipasse ai riti oscuri e furiosi delle Baccanti. Tuttavia la donna penserà e riterrà sempre onesto e vero che il figlio Alessandro discenda da Achille e da Eracle, segno che sarà protagonista e artefice di grandi imprese nel suo futuro. Educato presso la Grecia, Alessandro conosce i giovani che saranno in futuro i suoi compagni più fedeli e generali più valenti durante le battaglie, ossia Efestione, Nearco e Filisto. Pochi anni dopo riceverà anche la visita di un condottiero omonimo molto famoso in Sicilia con cui stringerà una forte amicizia che non avrà mai fine fino alla sua morte per una sconfitta in battaglia. La prima forma di grandezza di Alessandro verrà rivelata durante una caccia assieme al padre quando lui riesce mirabilmente a domare un cavallo inferocito che chiamerà Bucefalo ("assai testardo"). In campo scolastico, raggiunti i 16 anni, Alessandro incomincia a ricevere gli insegnamenti del filosofo Aristotele presso Pella. Lì il giovane apprende le meraviglie della filosofia, tuttavia rimane deluso dai precetti di Aristotele il quale voleva che Alessandro fosse più perspicace nello studio della letteratura, piuttosto che seguire le sue ambizioni di comandare la Macedonia a fianco del padre Filippo. Infatti anche lo stesso re macedone considerava tal pensiero un abominio e riteneva che la successione del trono dovesse spettare ad un altro. Infatti egli si era unito con Euridice, figlia di Attalo, un nobiluomo della Grecia affinché il governo fosse più stabile. Alessandro e Olimpiade non perdoneranno mai ciò a Filippo.

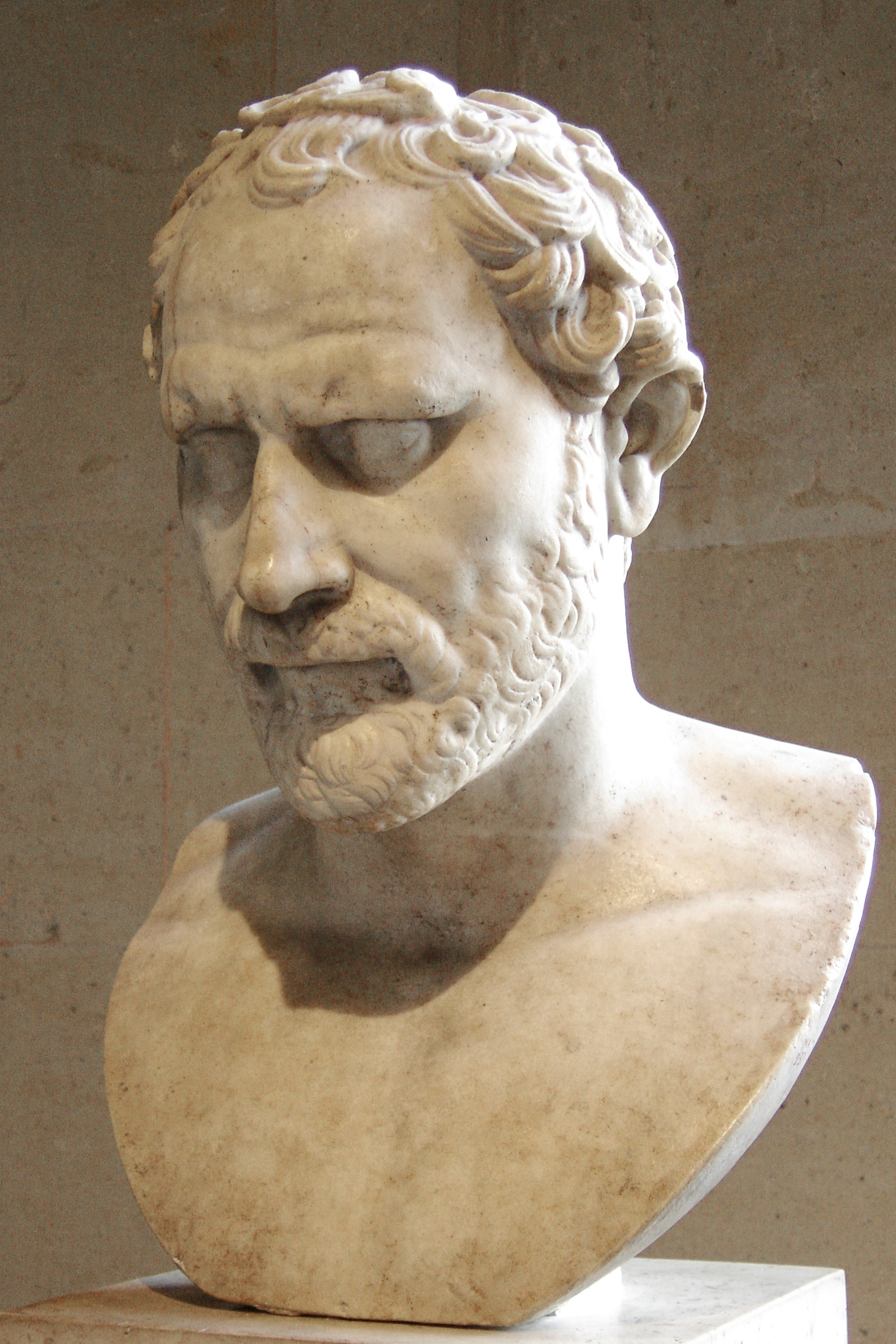
Busto di Demostene (Museo del Louvre)

Durante questo periodo Alessandro parteciperà anche ad uno scontro tra macedoni e popoli ribelli unitisi ai greci sotto il comando dell'oratore Demostene, da sempre ostile ai piani di Filippo, e farà la sua prima esperienza in campo a Cheronea. Tuttavia Filippo, poco tempo dopo la dichiarazione in pubblico delle nozze con Euridice, muore assassinato da un certo soldato di nome Pausania. Infatti il re macedone era solito organizzare delle orge assieme ai suoi consiglieri dove le protagoniste erano delle ragazze che desiderose o contrarie dovevano congiungersi con i più importanti e potenti, incluso il re Filippo, per soddisfare le loro voglie. Pausania si era trovato coinvolto in molte di queste feste notturne e si vendicò trafiggendo pubblicamente Filippo in una piazza. Così il trono passa ad Alessandro visto che il figlio di Euridice era ancora in fasce e per prima cosa la madre Olimpiade lo farà uccidere assieme ad Attalo e alla madre. Come se non bastasse Alessandro si ritrova a combattere contro la città di Tebe, da sempre ostile alla Macedonia e il giovane sovrano macedone la distruggerà dalle fondamenta ad eccezione della casa del poeta defunto Pindaro, da sempre amato da Alessandro. Vinta la Grecia, Alessandro progetta di conquistare la Persia e di sconfiggere il Gran Re Dario III il quale da tempo, come i suoi predecessori Dario I e Serse cercava di sottomettere l'Ellade senza riuscirci. Oltre a ciò il piano di Alessandro era di far conoscere al mondo intero la cultura della sua patria, ma per far ciò doveva distruggere l'impero persiano che divideva Alessandro dalla terre desiderate. Partirà dall'Anatolia e giungerà al tempio di Achille dove verrà riconosciuto come suo discendente.

## Edizioni
- Valerio Massimo Manfredi, Aléxandros. Il figlio del sogno, Mantova, Arnoldo Mondadori Editore, 1º giugno 1998,  p. 368, ISBN 9788804456063.
- Valerio Massimo Manfredi, Aléxandros. Il figlio del sogno, Mantova, Mondadori, 1998,  p. 272, ISBN 978-88-6702-305-9.
- Valerio Massimo Manfredi, Aléxandros. Il figlio del sogno, Best Sellers, Mantova, Mondadori, 7 ottobre 2010,  p. 375, ISBN 9788804509684.